# Erzsébet Czobor
Baroneasa Erzsébet Czobor de Czoborszentmihály (n. 1572 – d. 31 martie 1626, Smolenice, Trnavský kraj, Slovacia) a fost a doua soție a palatinului György Thurzó.

## Biografie
Părinții ei au fost Imre Czobor, care a servit ca guvernator palatin al Ungariei între 1572 și 1581, și a treia lui soție, Borbála Perényi de Perény.
Thurzó și Erzsébet s-au căsătorit pe 2 februarie 1592 în Sasvár (astăzi parte a localității Šaštín-Stráže din Slovacia). Ei au avut mai mulți copii:
- János, a murit tânăr
- Borbála, s-a căsătorit de două ori:
  - 30 septembrie 1612: cu contele Kristóf Erdody de Monyorókerék et Monoszló (d. 1621)
  - 29 ianuarie 1629 (Zólyom): cu contele János Draskovich de Trakostyán, palatin al Ungariei (1646-1648)
- Ilona, căsătorită cu contele Gáspár Illésházy (d. 1648)
- Imre (11 septembrie 1598 – 19 octombrie 1621), comite (comes) de Árva și rector al Universității din Wittenberg (1616-1621), ultimul membru de sex masculin al familiei Thurzó.
- Mária, căsătorită în 1618 cu Mihály Vízkelethy
- Katalin (d. 1647), căsătorită în 1620 cu baronul István Thököly de Késmárk (1581-1651), bunica paternă a contelui Imre Thököly
- Anna, căsătorită în 1622 cu baronul János Szunyogh de Jeszenicze et Budatin (d. 1641)
- Erzsébet